# 1984년 대한민국의 영화 목록
다음은 1984년에 개봉됐던 대한민국의 영화 목록이다.

## 목록
- 4대 소림사/사대소림사
- 84 태권 V
- UFO를 타고 온 외계인 왕자
- 각설이 품바타령
- 고래사냥
- 과부 3대
- 과부춤
- 구룡 독나비
- 구사일생
- 그 해 겨울은 따뜻했네
- 꽃잎이어라 낙엽이어라
- 남과 북
- 낮과 밤
- 내 이름은 독고탁
- 내가 마지막 본 흥남
- 너무합니다
- 대학 괴짜들
- 동반자
- 뜸부기 새벽에 날다
- 만삭
- 몽녀한
- 무릎과 무릎사이
- 바보사냥
- 바보선언
- 밤이 무너질 때
- 북소림 남태권
- 불사조 로보트 피닉스 킹
- 불새의 늪
- 불타는 신록
- 사랑 그리고 이별
- 사랑의 찬가
- 사랑하는 사람아 2
- 사랑하는 자식들아
- 새댁 나팔을 불기 시작했다
- 소림대사
- 소명
- 소화성 장의사
- 수렁에서 건진 내 딸
- 술잔과 입술
- 스무해 첫째날
- 스타페리 불청객
- 신입사원 얄개
- 심장이 뛰네
- 악녀의 밀실
- 애마부인 2
- 여걸 청나비
- 여인잔혹사 물레야 물레야
- 여자가 두번 화장할 때
- 여자는 남자를 쏘았다
- 여자는 비처럼 남자를 적신다
- 연인들
- 열아홉살의 가을
- 외박
- 울지 않는 호랑이
- 은하전설 테라
- 이름없는 여자
- 이혼 법정
- 잊혀진 계절
- 장대를 잡은 여자
- 저하늘에도 슬픔이
- 젊은 시계탑
- 정념의 갈매기
- 제4의 공포
- 지금 이대로가 좋아
- 짧은 포옹 긴 이별
- 초대받은 성웅들
- 추적
- 탄드라의 불
- 피리부는 열한사나이
- 형
- 홍병매
- 화평의 길
- 흐르는 강물을 어찌 막으랴

## 참고 자료
- KOFIC 영화데이터베이스